# Тимелія білоголова

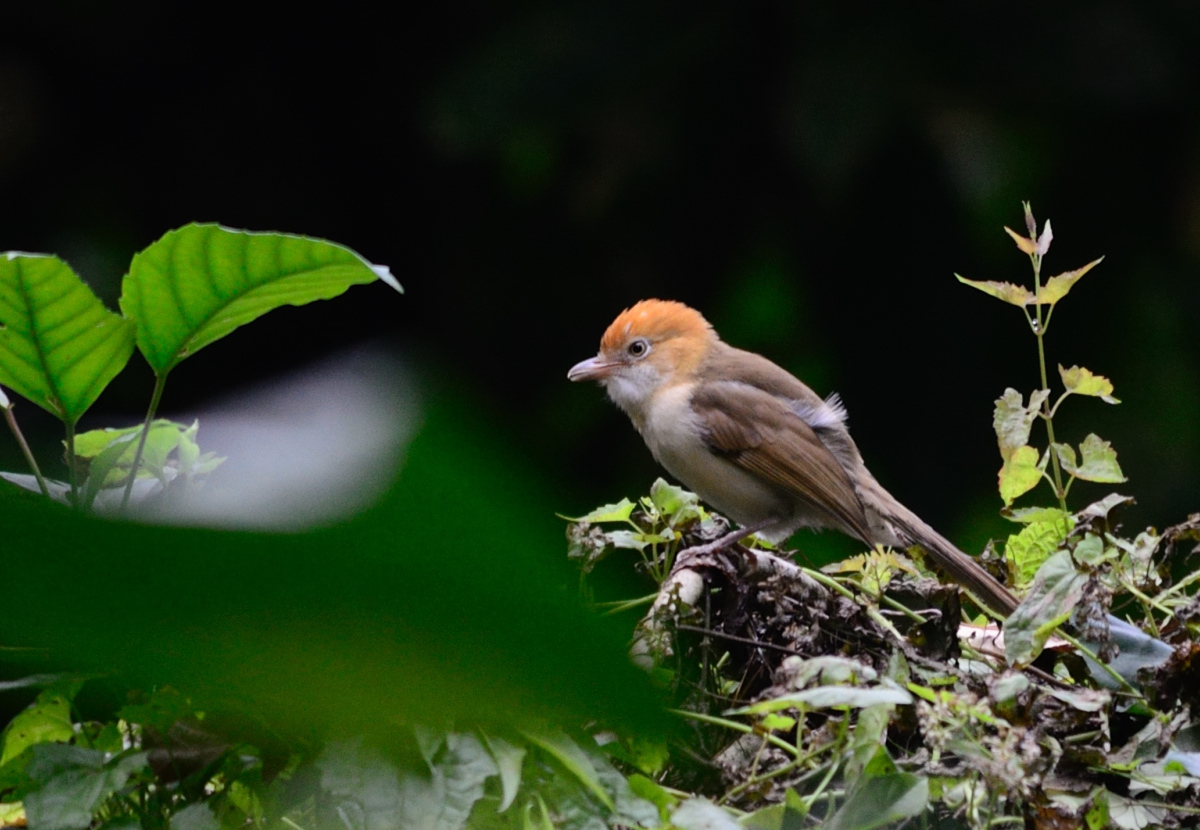
Молода білоголова тимелія

Тиме́лія білоголова (Gampsorhynchus rufulus) — вид горобцеподібних птахів родини Pellorneidae. Мешкає в Гімалаях і Південно-Східній Азії. Раніше вважався конспецифічним з ясноокою тимелією.

## Опис
Довжина птаха становить 23-24 см. Верхня частина тіла коричнева, нижня частина тіла рудувато-бежева, нижня частина живота гузка світліші. Голова біла, у молодих птахів руда.

## Поширення і екологія
Білоголові тимелії мешкають в Непалі, Сіккімі, Бутані, Ассамі, на південному заході М'янми та на заході Юньнаню. Вони живуть у чагарниковому і бамбуковому підліску вологих рівнинних і гірських тропічних лісів, на плантаціях і луках, зокрема на заплавних. Зустрічаються на висоті до 1400 м над рівнем моря. Гніздяться на землі.